# Apolônio, o Sofista
Apolônio (português brasileiro) ou Apolónio (português europeu), também chamado de "o Sofista", foi um gramático famoso, o qual viveu por volta do final do século I, atuando como professor, em Roma, na época do imperador romano Tibério. Ele nasceu em Alexandria e era filho de outro gramático chamado Archibus.
Autor do dicionário homérico (Λεξεις Ὁμηρικαι), único trabalho do gênero existente nos dias de hoje. Seus chefes eram Aristarco da Samotrácia e o dicionário homérico de Apião (embora algumas fontes citem este último como um discípulo de Apolônio). O texto remanescente deste dicionário é um epítome, ou seja, um resumo do original. Na versão original, Apolônio aparentemente forneceu, pelo menos, uma citação em cada verbete.
Seu trabalho foi editado, pela primeira vez, por Villoison, em 1773, a partir de um manuscrito de Saint Germain e, também, por I. Bekker, em 1833.